# لولیکونازول
لولیکونازول (به انگلیسی: Luliconazole) با نام تجاری Luzu، یک داروی ضد قارچ از خانواده ایمیدازول است که به عنوان یک کرم موضعی ۱ درصد، برای درمان پای ورزشکاران، تینیا کروریس و درماتوفیتوز ناشی از درماتوفیت‌هایی مانند تریکوفیتون روبروم، میکروسپوروم ژیپسیوم و اپی‌درموفیتون فلوکوزوم استفاده می‌شود.